# Trošarina
Trošarina (en serbe cyrillique : Трошарина) est un quartier de Belgrade, la capitale de la Serbie. Il est situé dans la municipalité urbaine de Voždovac.

## Caractéristiques
Trošarina est situé au carrefour du Bulevar oslobođenja, le « Boulevard de la Libération », du Kružni put, la route la plus importante qui dessert les faubourgs sud de la capitale serbe, et de la rue Crnotravska.
Au XIXe siècle, Trošarina servait de barrière d'octroi pour les marchandises entrant dans la capitale serbe.
Le quartier est mi-résidentiel mi-industriel. On y trouve notamment des entreprises de construction comme Tunelogradnja ou Larabo.

## Transports
Le quartier sert de point de départ à plusieurs lignes de bus de la société GSP Beograd, qui relient Belgrade aux faubourgs situés dans les municipalités de Voždovac et de Barajevo. On y trouve les lignes 401 (Voždovac – Pinosava), 402 (Voždovac – Beli Potok), 403 (Voždovac – Zuce), 405 (Voždovac – Glumčevo Brdo), 407 (Voždovac – Bela Reka) et 503 (Voždovac – Gare de Resnik).